# El Malilla
Fernando Hernández Flores (Valle de Chalco, 26 de agosto de 1999), conocido artísticamente como El Malilla, es un cantante y compositor mexicano. Es uno de los principales intérpretes del reguetón mexa.

## Trayectoria
Comenzó su carrera, inicialmente como un pasatiempo en la escena del rap pero durante la pandemia decidió dedicarse al género urbano. Su nombre artístico surge porque un productor le decía «vato malilla» en el estudio de grabación.
En octubre de 2024 contaba con más de 8 millones de oyentes mensuales en Spotify, siendo reconocido como un representante del reguetón mexa.
Cotidianamente se presenta en festivales y ferias como la Feria Metropolitana Chimalhuacán 2024, el Coca-Cola Flow Fest y La Santa Fiesta en el Foro Sol, pero también ha tenido conciertos en solitario como las tres fechas agotadas en agosto de 2024 en el Auditorio BB de la CDMX o su presentación en el Axe Ceremonia en 2023.
En 2025, El Malilla participó en el festival Tecate Pa'l Norte, realizado en Monterrey, donde su presentación atrajo a una gran cantidad de asistentes. Ese mismo año, se convirtió en uno de los primeros exponentes del reguetón mexicano en presentarse en el festival Coachella, en el escenario Sonora, durante ambos fines de semana. Durante su show, ondeó la bandera de México y usó un traje diseñado por Siete Cactus, representando con orgullo sus raíces. Su participación fue considerada un hito para el reguetón mexicano y para los artistas emergentes del Estado de México.
Ha colaborado con varios artistas del mismo género como J Balvin, Dani Flow, El Bogueto, Uzielito Mix, Ms Nina, Bellakath y Yeri Mua.